# Kan Chazan
Pour les articles homonymes, voir Chazan.
Kan Chazan 管 茶山, également Kan Sazan; né le 29 février 1748 à Kawakita, Yasuna-gun, Province de Bingo (à présent Kawakita, Kannabe-chō, Fukuyama, préfecture d'Hiroshima); mort le 3 octobre 1828) est un poète kanshi et lettré confucéen.

## Nom
Chazan est son nom de plume. Dans son enfance, il a pour un nom (yōmyō) Kitarō (喜太郎), son nom après la cérémonie de la majorité (seijin shiki) est Momosuke (百助), son nom véritable (imina) Tokinori (晋帥), son nom prémoderne (azana) Reikei (礼卿) et son surnom Tachū (太中/太仲).

## Biographie
Le père de Kan est un brasseur de saké et riche agriculteurs Kan étudie de 1766 à 1770 à Kyoto, puis à Osaka les enseignements de Confucius auprès de Nawa Rodō et la médecine chinoise auprès de Wada Yasuzumi. ¨Puis il rentre dans sa ville natale où il fonde en 1781 l'école kanshi Kōyō sekiyō sonsha (黄葉夕陽村舎), appelée plus tard Renjuku (廉塾). Il publie la collection kanshi Kōyō sekiyō sonshashi (黄葉夕陽村舎詩) et un recueil d'essais sous le titre Fude no susabi (筆のすさび).

## Reconnaissance
En 1953, son Académie Renjuku et sa maison sont déclarées « Site historique spécial » (Tokubetsu Shiseki) et sa tombe en 1940  « site historique de la préfecture ». En outre, le musée régional de sa ville natale porte son nom (菅茶山記念館, Kan Chazan Kinenkan).